# 南商事
南商事株式会社（みなみしょうじ）は、愛媛県松山市南高井町に本社を置き、卸売事業等を展開する企業。四国地方・首都圏でアイスキャンディーなどのフローズン商品の卸売･販売を行ってる他、四国地方で牛乳･乳製品等の宅配販売などを行っている。

## 沿革
- 1948年 - 愛媛県新居浜市でアイスキャンディーの製造･販売を開始。
- 1975年 - 南商事株式会社と改組。
- 1981年 - 松山市に本社を移転。
- 1986年 - 東京都に南商事株式会社（1992年にメインステイカンパニーに社名変更）を設立。
- 1992年 - メインステイカンパニーとサンクスアンドアソシエイツの共同出資で「サンクス愛媛」（現在のサンクス西四国。後に南商事はコンビニ事業から撤退）を設立。
- 1994年 - 「みなみ」を設立し、製造部門を分離。
- 1996年 - 宅配事業部を新設。
- 1998年 - 株式会社メインステイカンパニーを合併。
- 2002年 - 四国サンデイリーを傘下に収める。
- 2003年 - 四国サンデイリーを清算。

## 事業所
- 本社 - 愛媛県松山市南高井町1682-2
  - 営業所 - 愛媛･愛媛南予（西予）･香川（綾川）･徳島（石井）･高知（香南）
- フローズン事業本部 - 愛媛県松山市南高井町1682番地2
- 首都圏事業本部 - 東京都世田谷区八幡山3丁目12-20
  - 営業所 - 東京･神奈川（綾瀬）･埼玉（上尾）
- 宅配事業本部 - 愛媛県松山市南高井町1682番地2
  - センター - 松山西･松山南･新居浜･今治･川之江･大洲･南予･徳島中央･徳島東･高知東･高知西･香川中央･香川東
- 物流事業部 - 香川県綾歌郡綾川町陶1107-1